# Madhuca pierrei
Madhuca pierrei là một loài thực vật có hoa trong họ Hồng xiêm. Loài này được (F.N.Williams) H.J.Lam mô tả khoa học đầu tiên năm 1925.